# Artedia
Artedia je monotipski biljni rod iz porodice štitarki raširen po zapadnoj Aziji, od istočnog Sredozemlja do Irana
Jedina vrsta je jednogodišnja biljka A. squamata.

## Sinonimi
- Ammi anethifolium Lam.; Encycl. 1: 132 (1783)
- Ammi meoides Pers.; Syn. Pl. 1: 308 (1805)
- Daucus artedia Crantz; Inst. Rei Herb. 2: 116 (1766), nom. superfl.
- Daucus meoides Pers.; Syn. Pl. 1: 308 (1805)
- Tordylium arthedia (Crantz) Crantz; Cl. Umb. Emend. 56 (1767)
- Visnaga meoides Raf.; New Fl. 4: 28 (1838)

- A. squamata, planina Karmel, Izrael.
- A. squamata
- A. squamata